# Toporišič
Toporišič je priimek več znanih Slovencev:
- Jože Toporišič (1926—2014), jezikoslovec, slavist, univerzitetni profesor, akademik
- Tomaž Toporišič (*1962), dramaturg, esejist, gledališki teoretik, profesor AGRFT, publicist